# Ipomoea dubia
Ipomoea dubia är en vindeväxtart som beskrevs av Johann Jakob Roemer och Schult. Ipomoea dubia ingår i släktet praktvindor, och familjen vindeväxter. Inga underarter finns listade i Catalogue of Life.